# РПМК-1 «Улибка»

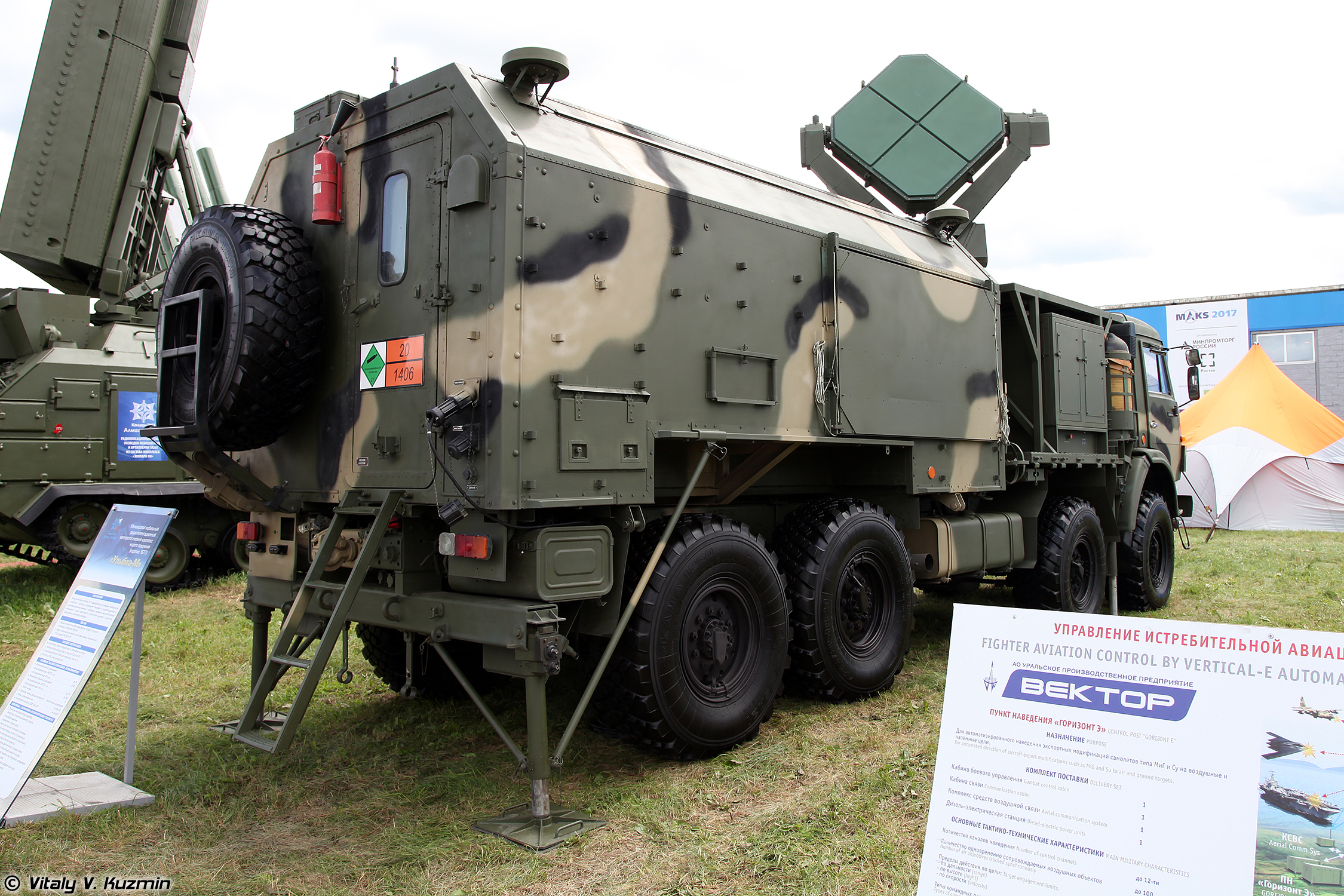
1Б77 на МАКС у 2017 році.

РПМК-1 «Улибка» (від Радіопеленгаційний метеорологічний комплекс, зразок № 1, рос. «Улыбка», укр. «Усмішка», індекс ГРАУ — 1Б44) — російський автоматизований мобільний радіотехнічний комплекс метеорологічного призначення, створений в ОКБ «Пеленг». Розроблений для зондування вологості, параметрів вітру та температури на користь частин зенітної та польової артилерії, систем РСЗВ, підрозділів РХБЗ та ПДВ. Апаратура комплексу забезпечує передпольотну перевірку радіозонда, автоматичний супровід радіозонда в польоті, приймання та оброблення метеорологічних та радіолокаційних даних, видачу метеобюлетнів та аерологічних телеграм. Обчислювальне оснащення комплексу використовує адаптивні методи оброблення та аналізу інформації з елементами штучного інтелекту.

## Загальні відомості
Комплекс РПМК-1 «Улибка» (1Б44) постачається у збройні сили рф з 1990 року, на заміну МРК-1 «Шквал».
1Б77 «Улибка-М» було вперше представлено Уральським підприємством «Вектор» на міжнародно воєнно-технічному форумі «Армия-2016». З 2017-го на постачанні до військ, із заміною попереднього комплексу 1Б44 «Улибка».

## Склад комплексу
Комплекс РПМК-1 «Улибка»:
- апаратна машина з кузовом КЦ 4320 на шасі вантажного автомобіля " Урал-43203 ";
- агрегатна машина з кузовом К1.4320 на шасі вантажного автомобіля " Урал-43203 " з дизельним електрогенератором АД8 потужністю 8 кВт;
- причіп із 22 водневими балонами для метеозонду на базі шасі «1-П-2.5»;

## Бойові режими роботи
- режим радіолокації з використанням зонда «МРЗ-3/4», вихідні документи: «Шторм», «Шар», «КН-4» та «Приземний шар»
- режим радіопеленгації з використанням зонда «МРЗ-5», вихідні документи: «МЕТЕО-11/44» та «Шар»

## Тактико-технічні характеристики
Максимальна дальність зондування, км - до 200
Максимальна висота зондування, км
при зондуванні за типом МЕТЕО — 30
при зондуванні за типом КН — 40
Вихідні метеодокументи — Метео-11, Метео-44, Шар, КН-04, Приземний шар
Бойовий розрахунок, осіб — 5
Час розгортання, хв — 10
Час зондування, хв
до висоти 14 км — 45
до висоти 30 км — 90
Час напрацювання на відмову, год - 210
Вид палива - дизельне (соляр)
Робочий діапазон температур, ° C - від -45 до +40

## Модифікації
1Б77 «Улибка-М» - російський комплекс, який складається з однієї машини. Розрахунок «Улибки-М» — 3 особи. Комплекс розміщений в кузові-фургоні К5350Д-11 на базі шасі автомобіля «КамАЗ-6350».